# 安格朗德 (曼恩-卢瓦尔省)
安格朗德（法語：Ingrandes，發音：[ɛ̃ɡʁɑ̃d] ⓘ）是法国曼恩-卢瓦尔省的一个旧市镇，位于该省西部，属于昂热区。2016年1月1日，安格朗德和相邻的卢瓦尔河畔勒弗雷讷合并为新市镇卢瓦尔河畔安格朗德勒弗雷讷，安格朗德为政府驻地。

## 地理
安格朗德（47°24'8"N, 0°55'24"W）面积6.65 平方千米，位于法国卢瓦尔河地区大区曼恩-卢瓦尔省，该省份为法国西部内陆省份，大致对应安茹地区，北起顺时针与马耶讷省、萨尔特省、安德尔-卢瓦尔省、维埃纳省、德塞夫勒省、旺代省、大西洋卢瓦尔省和伊勒-维莱讷省接壤。
与安格朗德接壤的市镇（或旧市镇、城区）包括：卢瓦尔河畔勒弗雷讷。
安格朗德的时区为UTC+01:00、UTC+02:00（夏令时）。

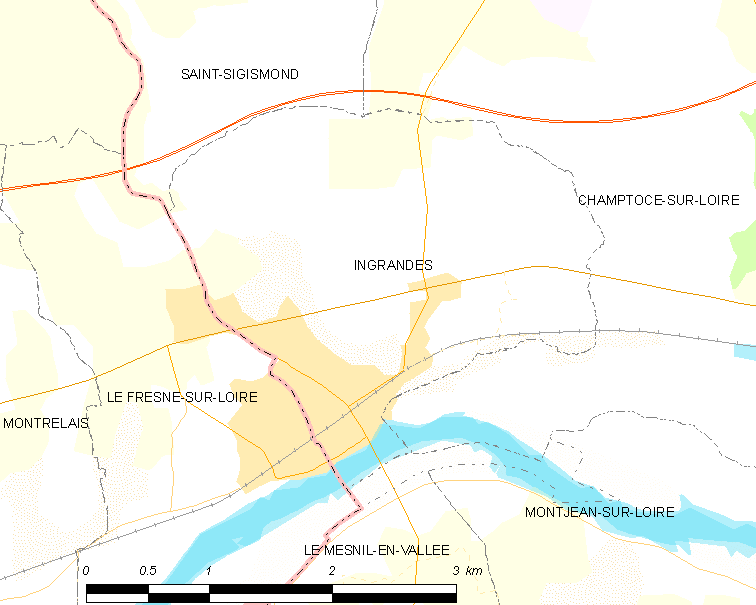
安格朗德的OSM定位图

## 行政
安格朗德的邮政编码为49123，INSEE市镇编码为49160。

## 政治
安格朗德所属的省级选区为卢瓦尔河畔沙洛讷县。

## 人口

1962-2008年间安格朗德人口变化图示

安格朗德于2013时的人口数量为1661人。